# نارووال
نارووال (به انگلیسی: Narowal) یک شهر در پاکستان است که در ناحیه نارووال واقع شده‌است. نارووال ۲٫۹ کیلومتر مربع مساحت و ۴۰۰٬۰۰۰ نفر جمعیت دارد.